# Menandros (Gnostiker)
Menandros (auch Menander, griech. Μένανδρος) war ein samaritanischer Gnostiker des ersten Jahrhunderts und Schüler des Simon Magus, unterschied sich aber in einigen Anschauungen von diesem. Er soll in Antiochia tätig gewesen sein. Er wird in den Werken von Irenäus von Lyon, Hippolyt von Rom, Epiphanios von Salamis und Tertullian, zuerst aber von Justin dem Märtyrer erwähnt. Dieser schreibt:
„Von einem gewissen Menander aber, der auch Samaritaner war aus dem Flecken Kapparetäa, einem Schüler des Simon, wissen wir, dass auch er, unter dem Einfluss der Dämonen stehend, in Antiochien auftrat und durch seine Zauberkunst viele berückte, der sogar seine Anhänger zu dem Glauben brachte, dass sie nicht sterben würden.“
Menandros sah die Schöpfung als Werk eines dem „Vater“ untergeordneten Gottes. Er soll die Taufe für unverzichtbar für die Unsterblichkeit gehalten haben. Er habe sich als Abgesandter der unsichtbaren Kraft gesehen, der die Menschen erlösen soll. Zu seinen Schülern zählen Saturninus und Basilides, die seine Lehren erheblich erweitert haben sollen.
Es sind keine Werke von Menandros überliefert. Alle Angaben über ihn, seine Lehre und seine Anhänger stammen von seinen „rechtgläubigen“ Gegnern. Die Beziehung zur Kirche oder zu Jesus lässt sich aus den Daten nicht ausreichend rekonstruieren. Er gilt als einer der Urväter der Gnosis.